# Epalzeorhynchos
Epalzeorhynchos Bleeker, 1855 è un genere di pesci ossei d'acqua dolce appartenente alla famiglia Cyprinidae.

## Distribuzione e habitat
Originari delle acque dolci dell'Asia meridionale. Vivono nei fiumi e durante la stagione delle piogge sono comune in zone allagate, spesso nelle foreste.

## Descrizione
Presentano un corpo allungato, dalla colorazione variabile. La specie di dimensioni maggiori è Epalzeorhynchos kalopterus, che raggiunge i 16 cm.

## Biologia

### Comportamento
Sono specie che possono diventare molto territoriali e sono talvolta aggressive.

### Alimentazione
Sono onnivori.

## Tassonomia
In questo genere sono riconosciute 4 specie:
- Epalzeorhynchos bicolor
- Epalzeorhynchos frenatus
- Epalzeorhynchos kalopterus
- Epalzeorhynchos munense

## Acquariofilia
Sono specie allevate frequentemente in acquario, dove sono state selezionate anche varietà albine. L'unica specie che non è comune in commercio è E. munense; molto ricercato è invece E. bicolor.